# Pont de Wearmouth
Le pont de Wearmouth (en anglais : Wearmouth Bridge) est un pont en arc traversant la rivière Wear à Sunderland.
C'est le dernier pont sur le fleuve avant son embouchure avec la mer du Nord.
Le pont ferroviaire de Monkwearmouth (en) se situe en amont.

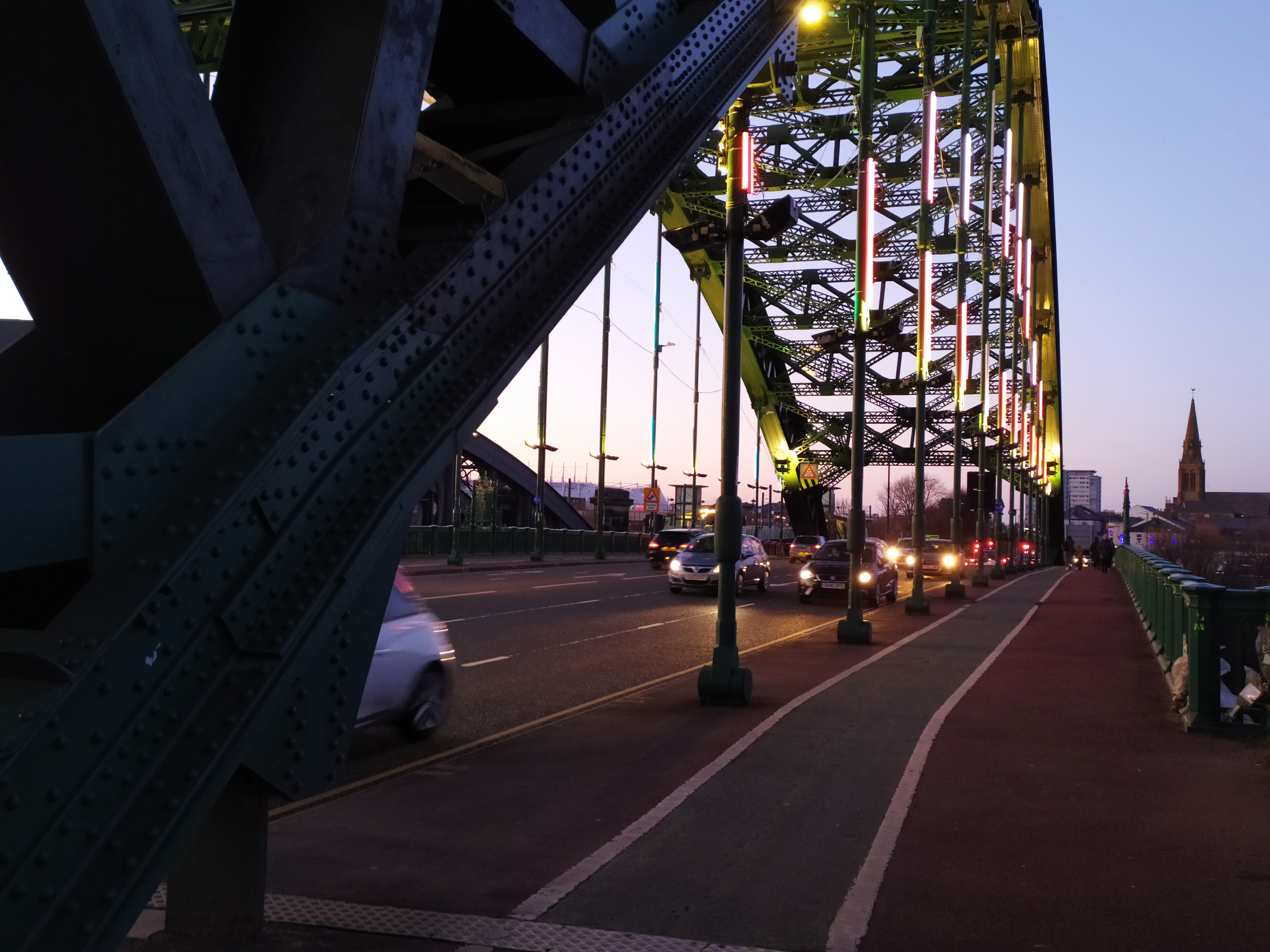
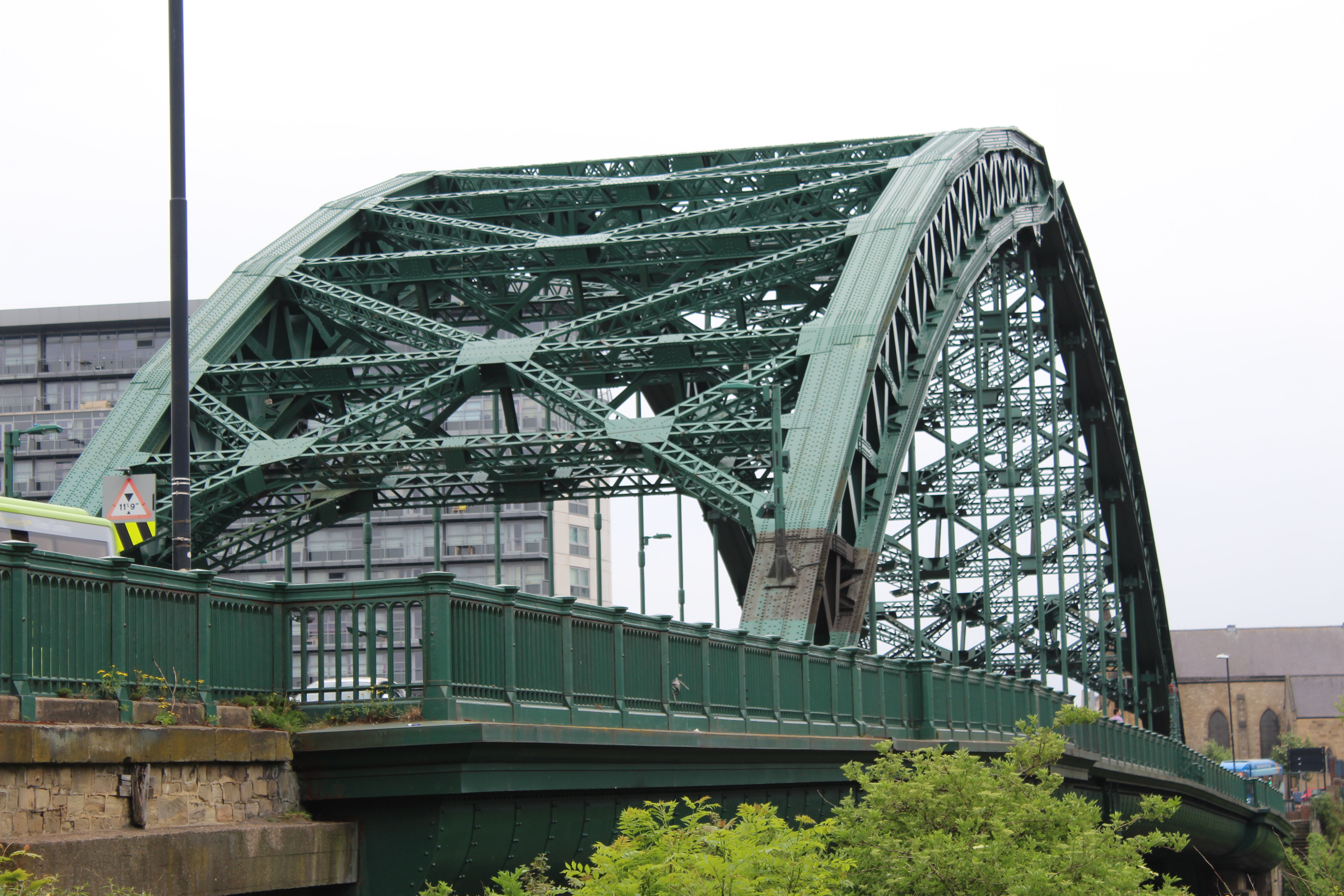
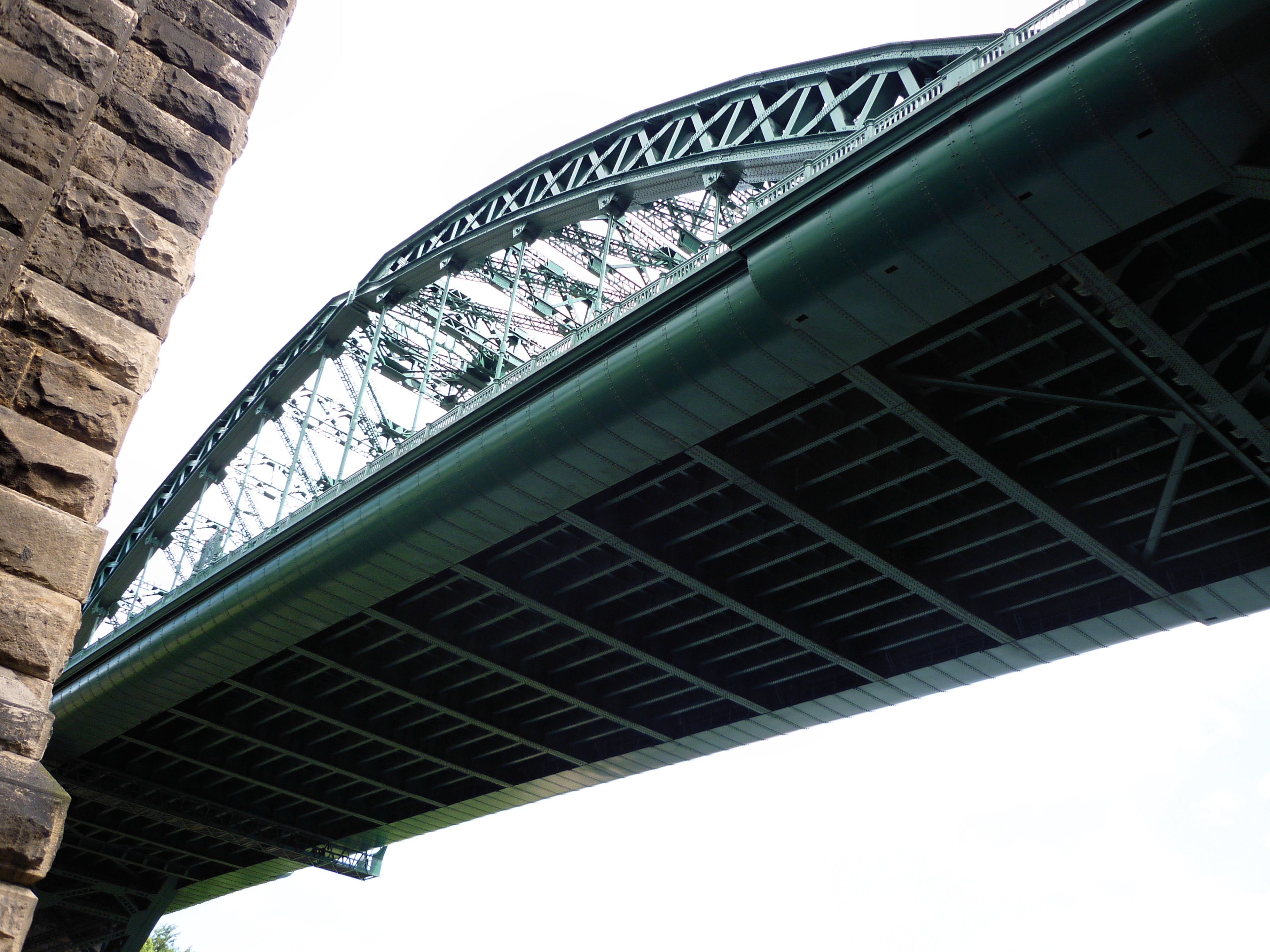
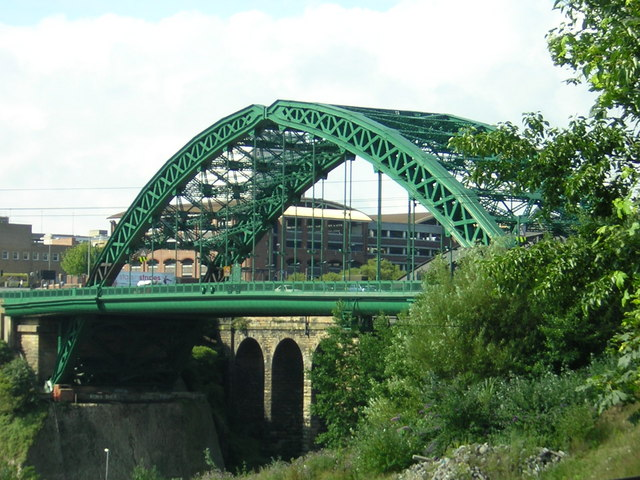
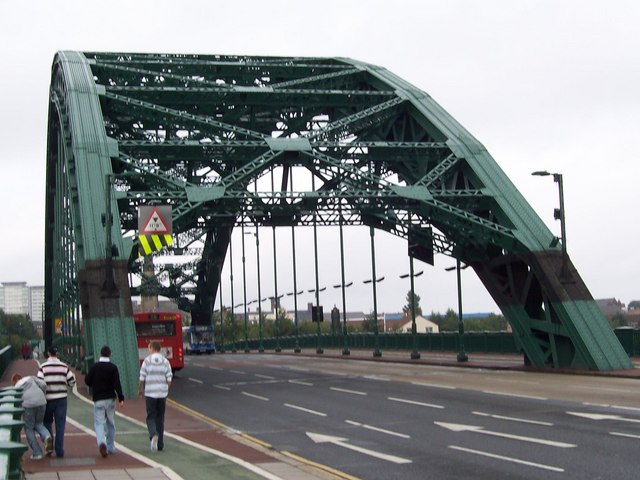